# جایزه بزرگ عربستان سعودی ۲۰۲۱
جایزه بزرگ عربستان سعودی ۲۰۲۱ (که به‌طور رسمی با نام فرمول ۱ اس‌تی‌سی جایزه بزرگ عربستان سعودی ۲۰۲۱ شناخته می‌شود) یک مسابقه اتومبیل‌رانی فرمول یک است که در تاریخ ۵ دسامبر ۲۰۲۱ در پیست خیابانی جده در کشور عربستان سعودی برگزار می‌شود. این مسابقه بیست و یکمین دور از مسابقات جهانی فرمول یک ۲۰۲۱ و اولین دوره جایزه بزرگ عربستان سعودی است.

## زمینه
حضور جایزه بزرگ عربستان سعودی در تقویم فصل ۲۰۲۱ مسابقات جهانی فرمول یک، در نوامبر ۲۰۲۰ اعلام شد. این مسابقه ابتدا قرار بود در ۲۸ نوامبر برگزار شود، اما به دلیل به تعویق افتادن جایزه بزرگ استرالیا به دلیل دنیاگیری کووید-۱۹، برنامه‌ریزی مجدد شد.
در ۲۸ نوامبر، یک هفته قبل از مسابقه، سر فرانک ویلیامز، بنیانگذار و مالک سابق ویلیامز در سن ۷۹ سالگی درگذشت. تیم‌ها از ادای احترام روی ماشین‌هایشان حمایت کردند و یک دقیقه سکوت تقریباً یک ساعت قبل از شروع مسابقه برنامه‌ریزی شده‌است. آلپاین برای بزرگداشت صدمین مسابقه خود با یکی از حامیان مالی خود کسترول، مراسم ویژه‌ای را برای آخر هفته برگزار کرد. در آستانه آخر هفته مسابقه، جوست کاپیتو مدیرعامل ویلیامز، اعلام کرد که آزمایش کووید-۱۹ او مثبت اعلام شده‌است، بنابراین آخر هفته را با تیم از دست داد.

### جدول رده‌بندی قهرمانی قبل از مسابقه
ماکس فرستاپن با ۳۵۱٫۵ امتیاز و ۸ امتیاز بالاتر از لوئیس همیلتون با ۳۴۳٫۵ امتیاز پیشتاز جدول قهرمانی رانندگان است. والتری بوتاس با ۲۰۳ امتیاز سوم است. در جدول قهرمانی سازندگان، مرسدس با ۵۴۶٫۵ امتیاز، و ۵ امتیاز بیش‌تر نسبت به ردبول ریسینگ پیشتاز است. پس از آنها، فراری با ۲۹۷٫۵ امتیاز در رده سوم است.

### شرکت کنندگان
رانندگان و تیم‌ها همان لیست ورود به فصل خواهند بود و هیچ راننده دیگری برای تمرین و مسابقه حضور ندارد.

### انتخاب تایر
تأمین کننده تایر مسابقات، پیرلی ترکیبات سی۲ هارد، سی۳ مدیوم و سی۴ سافت را برای استفاده در مسابقه اختصاص داده‌است.

## تمرین
این رویداد شامل سه جلسه تمرینی خواهد بود که هر جلسه تمرین یک ساعت طول می‌کشد. دو جلسه تمرین اول قرار است در روز جمعه، ۳ دسامبر، به ترتیب ساعت ۱۶:۳۰ و ۲۰:۰۰ به وقت محلی و سومین جلسه تمرینی ۴ دسامبر، ساعت ۱۷:۰۰ برگزار می‌شود.

## تعیین خط
تعیین خط ساعت ۲۰:۰۰ به وقت محلی در تاریخ ۴ دسامبر برگزار شد.

### رده‌بندی تعیین خط
| جایگاه              | راننده            | شماره | تیم                | زمان‌ها   | زمان‌ها   | زمان‌ها   |
| جایگاه              | راننده            | شماره | تیم                | Q1       | Q2       | Q3       |
| ------------------- | ----------------- | ----- | ------------------ | -------- | -------- | -------- |
| ۱                   | لوییس همیلتون     | ۴۴    | مرسدس              | ۱:۲۸٫۴۶۶ | ۱:۲۷٫۷۱۲ | ۱:۲۷٫۵۱۱ |
| ۲                   | والتری بوتاس      | ۷۷    | مرسدس              | ۱:۲۸٫۰۶۷ | ۱:۲۸٫۰۵۴ | ۱:۲۷٫۶۲۲ |
| ۳                   | ماکس فرستاپن      | ۳۳    | ردبول ریسینگ-هوندا | ۱:۲۸٫۲۸۵ | ۱:۲۸٫۹۵۳ | ۱:۲۸٫۶۵۳ |
| ۴                   | شارل لکلرک        | ۱۶    | فراری              | ۱:۲۸٫۳۱۰ | ۱:۲۸٫۴۵۹ | ۱:۲۸٫۰۵۴ |
| ۵                   | سرجیو پرز         | ۱۱    | ردبول ریسینگ-هوندا | ۱:۲۸٫۰۲۱ | ۱:۲۷٫۹۴۶ | ۱:۲۸٫۱۲۳ |
| ۶                   | پیر گسلی          | ۱۰    | آلفاتاوری-هوندا    | ۱:۲۸٫۴۰۱ | ۱:۲۸٫۳۱۴ | ۱:۲۸٫۱۲۵ |
| ۷                   | لاندو نوریس       | ۴     | مک‌لارن-مرسدس       | ۱:۲۸٫۳۳۸ | ۱:۲۸٫۳۴۴ | ۱:۲۸٫۱۸۰ |
| ۸                   | یوکی سونودا       | ۲۲    | آلفاتاوری-هوندا    | ۱:۲۸٫۵۰۳ | ۱:۲۸٫۲۲۲ | ۱:۲۸٫۴۲۲ |
| ۹                   | استابان اوکون     | ۳۱    | آلپاین-رنو         | ۱:۲۸٫۷۵۲ | ۱:۲۸٫۵۶۴ | ۱:۲۸٫۶۴۷ |
| ۱۰                  | آنتونیو جوویناتزی | ۹۹    | آلفارومئو-فراری    | ۱:۲۸٫۸۸۹ | ۱:۲۸٫۶۱۶ | ۱:۲۸٫۷۵۴ |
| ۱۱                  | دنیل ریکیاردو     | ۳     | مک‌لارن-مرسدس       | ۱:۲۸٫۲۱۶ | ۱:۲۸٫۶۶۸ | —        |
| ۱۲                  | کیمی رایکونن      | ۷     | آلفارومئو-فراری    | ۱:۲۸٫۸۵۶ | ۱:۲۸٫۸۸۵ | —        |
| ۱۳                  | فرناندو آلونسو    | ۱۴    | آلپاین-رنو         | ۱:۲۸٫۹۴۴ | ۱:۲۸٫۹۲۰ | —        |
| ۱۴                  | جورج راسل         | ۶۳    | ویلیامز-مرسدس      | ۱:۲۸٫۹۲۶ | ۱:۲۹٫۰۵۴ | —        |
| ۱۵                  | کارلوس ساینز      | ۵۵    | فراری              | ۱:۲۸٫۲۳۶ | ۱:۵۳٫۶۵۲ | —        |
| ۱۶                  | نیکلاس لطیفی      | ۶     | ویلیامز-مرسدس      | ۱:۲۹٫۱۷۷ | —        | —        |
| ۱۷                  | سباستین فتل       | ۵     | استون مارتین-مرسدس | ۱:۲۹٫۱۹۸ | —        | —        |
| ۱۸                  | لانس استرول       | ۱۸    | استون مارتین-مرسدس | ۱:۲۹٫۳۶۸ | —        | —        |
| ۱۹                  | میک شوماخر        | ۴۷    | هاس-فراری          | ۱:۲۹٫۴۶۴ | —        | —        |
| ۲۰                  | نیکیتا مازپین     | ۹     | هاس-فراری          | ۱:۳۰٫۴۷۳ | —        | —        |
| زمان ۱۰۷٪: ۱:۳۶٫۸۳۳ |                   |       |                    |          |          |          |
| منابع:              |                   |       |                    |          |          |          |

## مسابقه
این مسابقه ساعت ۲۰:۳۰ به وقت محلی، در تاریخ ۵ دسامبر برگزار شد. این مسابقه با حوادثی همراه بود که با دو خودروی ایمنی، دو پرچم قرمز و چهار خودروی ایمنی مجازی به اوج خود رسید.
| جایگاه                                                  | شماره | راننده            | سازنده             | دور | زمان        | امتیاز |
| ------------------------------------------------------- | ----- | ----------------- | ------------------ | --- | ----------- | ------ |
| ۱                                                       | ۴۴    | لوییس همیلتون     | مرسدس              | ۵۰  | ۲:۰۶:۱۵٫۱۸۵ | ۲۶۱    |
| ۲                                                       | ۳۳    | ماکس فرستاپن      | ردبول ریسینگ-هوندا | ۵۰  | ۲۱٫۸۲۵+۲    | ۱۸     |
| ۳                                                       | ۷۷    | والتری بوتاس      | مرسدس              | ۵۰  | ۲۷٫۵۳۱+     | ۱۵     |
| ۴                                                       | ۳۱    | استابان اوکون     | آلپاین-رنو         | ۵۰  | ۲۷٫۶۳۳+     | ۱۲     |
| ۵                                                       | ۳     | دنیل ریکیاردو     | مک‌لارن-مرسدس       | ۵۰  | ۴۰٫۱۲۱+     | ۱۰     |
| ۶                                                       | ۱۰    | پیر گسلی          | آلفاتاوری-هوندا    | ۵۰  | ۴۱٫۶۱۳+     | ۸      |
| ۷                                                       | ۱۶    | شارل لکلرک        | فراری              | ۵۰  | ۴۴٫۴۷۵+     | ۶      |
| ۸                                                       | ۵۵    | کارلوس ساینز      | فراری              | ۵۰  | ۴۶٫۶۰۶+     | ۴      |
| ۹                                                       | ۹۹    | آنتونیو جوویناتزی | آلفارومئو-فراری    | ۵۰  | ۵۸٫۵۰۵+     | ۲      |
| ۱۰                                                      | ۴     | لاندو نوریس       | مک‌لارن-مرسدس       | ۵۰  | ۱:۰۱٫۳۵۸+   | ۱      |
| ۱۱                                                      | ۱۸    | لانس استرول       | استون مارتین-مرسدس | ۵۰  | ۱:۱۷٫۲۱۲+   |        |
| ۱۲                                                      | ۶     | نیکلاس لطیفی      | ویلیامز-مرسدس      | ۵۰  | ۱:۲۳٫۲۴۹+   |        |
| ۱۳                                                      | ۱۴    | فرناندو آلونسو    | آلپاین-رنو         | ۴۹  | +۱ دور      |        |
| ۱۴                                                      | ۲۲    | یوکی سونودا       | آلفاتاوری-هوندا    | ۴۹  | +۱ دور۳     |        |
| ۱۵                                                      | ۷     | کیمی رایکونن      | آلفارومئو-فراری    | ۴۹  | +۱ دور      |        |
| ب.                                                      | ۵     | سباستین فتل       | استون مارتین-مرسدس | ۴۴  | آسیب برخورد |        |
| ب.                                                      | ۱۱    | سرجیو پرز         | ردبول ریسینگ-هوندا | ۱۴  | برخورد      |        |
| ب.                                                      | ۹     | نیکیتا مازپین     | هاس-فراری          | ۱۴  | برخورد      |        |
| ب.                                                      | ۶۳    | جورج راسل         | ویلیامز-مرسدس      | ۱۴  | برخورد      |        |
| ب.                                                      | ۴۷    | میک شوماخر        | هاس-فراری          | ۸   | تصادف       |        |
| سریع‌ترین دور: لوئیس همیلتون (مرسدس) - ۱:۳۰٫۷۳۴ (دور ۴۷) |       |                   |                    |     |             |        |
| منابع:                                                  |       |                   |                    |     |             |        |

یادداشت‌ها
- ^ ۱ – یک امتیاز برای سریع‌ترین دور.
- ^ ۲ – ماکس فرستاپن به دلیل خروج از مسیر و کسب برتری رده‌ای، پنج ثانیه جریمه دریافت کرد. او همچنین به دلیل برخورد با لوئیس همیلتون ده ثانیه جریمه دریافت کرد. رده نهایی او تحت تأثیر جریمه‌ها قرار نگرفت.[۱۸]
- ^ ۳ – یوکی سونودا سیزدهم شد، اما به دلیل برخورد با سباستین فتل، پنج ثانیه جریمه دریافت کرد.[۱۸]

## رده‌بندی قهرمانی پس از مسابقه
جدول رده‌بندی قهرمانی رانندگان
| ت. ج      | جایگاه | راننده        | امتیازات |
| --------- | ------ | ------------- | -------- |
| Unchanged | ۱      | ماکس فرستاپن  | ۳۶۹٫۵    |
| Unchanged | ۲      | لوییس همیلتون | ۳۶۹٫۵    |
| Unchanged | ۳      | والتری بوتاس  | ۲۱۸      |
| Unchanged | ۴      | سرجیو پرز     | ۱۹۰      |
| ۱         | ۵      | شارل لکلرک    | ۱۵۸      |
| منبع:     |        |               |          |

جدول رده‌بندی قهرمانی سازندگان
| ت. ج      | جایگاه | سازنده             | امتیازات |
| --------- | ------ | ------------------ | -------- |
| Unchanged | ۱      | مرسدس              | ۵۸۷٫۵    |
| Unchanged | ۲      | ردبول ریسینگ-هوندا | ۵۵۹٫۵    |
| Unchanged | ۳      | فراری              | ۳۰۷٫۵    |
| Unchanged | ۴      | مک‌لارن-مرسدس       | ۲۶۹      |
| Unchanged | ۵      | آلپاین-رنو         | ۱۴۹      |
| منبع:     |        |                    |          |

- یادداشت: فقط پنج رده برتر برای هر دو مجموعه رده‌بندی قرار داده شده است.